# Platysceloidea
Platysceloidea (лат.) — надсемейство ракообразных из отряда бокоплавов.

## Описание
Глаза крупные, занимают большую часть боковой поверхности головы. Моляры мандибул вестигиальные или отсутствуют. Базальный эндит максиллы 1 отсутствует. Пальпы максиллипед отсутствуют. Уросомит 1 короче уросомитов 2 и 3. Голова крупная, длиннее пеперонита 1. Для всех таксонов надсемейства, за исключением Lycaeopsidae (который иногда выделяют в отдельное надсемейство Lycaeopsoidea), также характерны следующие признаки: антенна 1 вставлена к задней поверхности головы; членики антенны 2 сложены друг на друга зигзагообразно; основания перепод 5—6 сильно увеличены.

## Классификация
Включает 12 семейств. Близко к надсемействам Vibilioidea и Phronimoidea, вместе с которым входит в состав инфраотряда Physocephalata.
- Инфраотряд Physocephalata Bowman & Gruner, 1973
  - Парвотряд Physocephalatidira Bowman & Gruner, 1973
    - Надсемейство Platysceloidea Spence Bate, 1862
      - Семейство Amphithyridae Zeidler, 2016
      - Семейство Anapronoidae Bowman & Gruner, 1973
      - Семейство Brachyscelidae Stephensen, 1923
      - Семейство Eupronoidae Zeidler, 2016
      - Семейство Lycaeidae Claus, 1879
      - Семейство Lycaeopsidae Chevreux, 1913
      - Семейство Oxycephalidae Dana, 1852
      - Семейство Parascelidae Bovallius, 1887
      - Семейство Platyscelidae Spence Bate, 1862
      - Семейство Pronoidae Dana, 1852
      - Семейство Thamneidae Zeidler, 2016
      - Семейство Tryphanidae Boeck, 1871